# بن بارنز
بن بارنز (بالإنجليزية: Ben Barnes)‏ مواليد 20 أغسطس 1981 في لندن، إنجلترا، المملكة المتحدة، هو ممثل إنجليزي بدأ مسيرته الفنية عام 2006.
ولد بن بارنز لأم تعمل اختصاصية علاقات وأب بروفيسور وأستاذ في الطب النفسي.

## الأعمال

### أفلام
فضيلة سهلة عام 2008, سجلات نارنيا الأمير قزوين عام 2008 , دوريان جراي عام 2009 , سجلات نارنيا رحلة سفينة داون تريدر عام 2010, الزفاف الكبير عام 2013

## روابط خارجية
- بن بارنز على موقع IMDb (الإنجليزية)
- بن بارنز على موقع ميتاكريتيك (الإنجليزية)
- بن بارنز على موقع روتن توميتوز (الإنجليزية)
- بن بارنز على موقع ألو سيني (الفرنسية)
- بن بارنز على موقع ميوزك برينز (الإنجليزية)
- بن بارنز على موقع أول موفي (الإنجليزية)
- بن بارنز على موقع بوكس أوفيس موجو (الإنجليزية)
- بن بارنز على موقع قاعدة بيانات الأفلام السويدية (السويدية)
- بن بارنز على موقع إن إن دي بي (الإنجليزية)
- بن بارنز على موقع ديسكوغز (الإنجليزية)